# Watty Piper
Watty Piper ist ein Sammelpseudonym des US-amerikanischen Verlagshauses Platt & Munk. Am bekanntesten ist die Verwendung von Watty Piper als Autor für den Kinderbuchklassiker Die kleine blaue Lokomotive (englischer Originaltitel The Little Engine That Could).

## Personen
Das Pseudonym Watty Piper wurde von Anfang der 1920er Jahre bis 1978 von folgenden Personen verwendet:
- Arnold Munk (1888–1957), Autor und Herausgeber, Miteigentümer von Platt & Munk[2][3]
- Lois Lenski, (1893–1974), Autorin und Illustratorin
- Mabel C. Bragg (1870–1945), veröffentlichte 1916 in einer Kinderzeitschrift The Pony Engine, eine Vorgängerversion von Die kleine blaue Lokomotive
- George (1890–1961) und Doris Hauman (1898–1984), Illustratoren-Ehepaar, illustrierten die 1954er-Ausgabe von Die kleine blaue Lokomotive
- Eulalie Minfred Banks (1895–1999), Illustrator
- Helen Bannerman (1862–1946), Kinderbuchautorin

## Werke
Platt & Munk verwendete das Pseudonym Watty Piper in erster Linie für Veröffentlichungen von Nacherzählungen von Sagen und Märchen, Tiergeschichten, Sammlungen von Kinderreimen und vereinfachten Versionen von Klassikern wie beispielsweise Pinocchio. Folgende weitere (ausgewählte) Werke wurden unter dem Pseudonym publiziert:
- Never Grow Old Reihe, 1920er Jahre[5]
- Die kleine Blaue Lokomotive, 1930, Illustrationen von Lois Lenski
- Vereinfachte Version von Carlo Collodis Pinocchio, 1940
- The Gateway to Storyland, 1925
- Fairy Tales That Never Grow Old, 1927
- The Rooster, the Mouse, and the Little Red Hen, 1928
- Little Folks of Other Lands, 1929
- Folk Tales Children Love, 1934
- The Three Little Pigs, 1945
- Die kleine blaue Lokomotive, 1954, leicht adaptierter Text und Illustrationen von George und Doris Hauman
- Animal Stories, 1954
- Vereinfachte Version von Helen Bannermans Little Black Sambo, 1972
- Mother Goose, a Treasury of Best Loved Rhymes, 1972
- Die kleine blaue Lokomotive, 1976, Illustrationen von Ruth Sanderson
- Watty Piper's Trucks, 1978

## Unsicherheit bei Nachweisbarkeit
1978 wurde Platt & Munk zu einer Abteilung von Grosset and Dunlap. Während des Umzugs von den früheren Büros in die neuen Räumlichkeiten gingen die Unterlagen der Kinderbuchabteilung von Platt & Munk verloren, so dass nicht hundertprozentig nachweisbar ist, welche Autoren, Illustratoren und Redakteure tatsächlich für die dem Pseudonym Watty Piper zugeschriebenen Werke verantwortlich waren.